# Euseius naindaimei
Euseius naindaimei är en spindeldjursart som först beskrevs av Chant och Baker 1965.  Euseius naindaimei ingår i släktet Euseius och familjen Phytoseiidae. Inga underarter finns listade i Catalogue of Life.